# Kneecap
Kneecap és un grup de hip-hop de Belfast, Irlanda del Nord, integrat per Mo Chara, Móglaí Bap i DJ Próvaí.
Canten en gaèlic irlandès i anglès, i sovint fan referència al seu suport al republicanisme irlandès. Van enregistrar la seva primera cançó el 2017 anomenada "C.E.A.R.T.A." (en referència als Moviment pels Drets Civils) I van aconseguir cridar l'atenció del públic quan Raidió Teilifís Éireann (RTÉ), la cadena pública irlandesa, va censurar-ne la cançó. Les seves lletres parlen de la precarietat laboral, les drogues, el sexe, la festa, però també de la presència militar britànica a Irlanda del Nord o de la discriminació lingüística dels irlandesos. La seva polèmica prové del fet que les seves cançons aborden explícitament aquests temes i amb elles promouen el consum de drogues, actes antisocials i insults a les autoritats.

## Nom
La paraula Kneecap, en anglès, vol dir "ròtula" però també és el verb amb què es designa l'acció de disparar a algú al genoll o a la cama com a forma de càstig pel tràfic de drogues a les comunitats paramilitars republicanes irlandeses.

## Pel·lícula
L'any 2024 la banda va protagonitzar una pel·lícula homònima dirigida per Rich Peppiatt, que va guanyar un guardó al Festival de Sundance i va ser seleccionada com a pel·lícula irlandesa candidata a l'Oscar a la millor pel·lícula de parla no anglesa.

## Discografia
Àlbums d'estudi
- 2018. 3CAG (el títol fa referència a l'MDMA: 3CAG significa "trí chonsan agus guta" (tres consonants i una vocal), argot amb què s'anomena la substància)[10]

Senzills
- 2017. C.E.A.R.T.A
- 2018. Amach Anocht
- 2018. H.O.O.D[11]
- 2019. Gael-Gigolos
- 2019. Fenian Cunts
- 2019. Get Your Brits Out
- 2020. MAM[12]
- 2021. Thart agus Thart
- 2022. Guilty Conscience[13]
- 2023. IT'S BEEN AGES
- 2023. Better Way to Live